# Lobe den Herrn, meine Seele, BWV 69a
Lobe den Herrn, meine Seele, BWV 69a (Beneeix ànima meva el Senyor), és una cantata religiosa de Johann Sebastian Bach per al dotzè diumenge després de la Trinitat, estrenada a Leipzig, el 15 d'agost de 1723.

## Origen i context
Igual que la cantata homònima BWV 69, és d'autor desconegut. Al número 1, es canta, també, el segon versicle del salm 103 i clou amb un coral que conté la sisena estrofa de l'himne Was Gott tit, da ist wohlgetan de Samuel Rodigast (1674). El cor inicial i les àries número 3 i 5, es mantenen en les dues versions. El nucli del text fa referència a l'evangeli del dia Marc (7, 31-37), que explica la curació d'un sordmut per Jesús en dir el mot arameu éfeta (obre’t), que era l'idioma general de Palestina en temps de Jesús, a què al·ludeix el text del recitatiu de contralt, número 4. Per a aquest diumenge es conserven, la BWV 35 i la BWV 137.

## Anàlisi
Obra escrita per a soprano, contralt, tenor, baix i cor; tres trompetes, timbal, flauta de bec tres oboès, oboè d'amor, oboe da caccia, corda i baix continu. Consta de sis números.
1. Cor: Lobe den Herrn, meine Seele (Beneeix ànima meva el Senyor)
2. Recitatiu (soprano): Ach, dass ich tausend Zungen hätte! (Ah, si posseís mil Llengües!)
3. Ària (tenor): Meine Seele (Ànima meva)
4. Recitatiu (contralt): Gedenk ich nur zurück (Si pogués recordar)
5. Ària (baix): Mein Erlöser und Erhalter (Salvador i protector meu)
6. Coral:  Was Gott tut, das ist wohlgetan (Allò que Déu disposa, ben fet està)

El número inicial és un dels gran cors de Bach, interessant per la simetria que presenta en cinc seccions, al voltant d'una doble fuga, amb una simfonia instrumental i un motet. El recitatiu del soprano, número 2, amb un text diferent de l'altra versió, dona pas a l'ària de tenor, plena de serenitat i de felicitat íntima, on la veu va acompanyada de la flauta de bec, l'oboè da caccia i el continu. En el recitatiu del número 4, de contralt en aquesta versió, s'ha de destacar l'èmfasi que es posa a l'últim vers so wird mein Mund voll Dankens sein (per omplir-me la boca d'agraïments); segueix l'ària de baix amb oboè d'amor, corda i continu amb fagot. En el coral final amb el text indicat, és el mateix de la BWV 12. Té una durada aproximada d'uns vint-i-cinc minuts.

## Discografia seleccionada
- J.S. Bach: Das Kantatenwerk. Sacred Cantatas Vol. 4. Nikolaus Harnoncourt, Tölzer Knabenchor (Gerhard Schmidt-Gaden, director), Wilhelm Wield (soprano del cor), Concentus Musicus Wien, Paul Esswood, Kurt Equiluz, Ruud van der Meer. (Teldec), 1994.
- J.S. Bach: The complete live recordings from the Bach Cantata Pilgrimage. CD 38: Jakobshirche, Köthen; 10 de setembre de 2000. John Eliot Gardiner, Monteverdi Choir, English Baroque Soloists, Katharine Fuge, Robin Tyson, Christoph Genz, Peter Harvey. (Soli Deo Gloria), 2013.
- J.S. Bach: Complete Cantatas Vol. 6. Ton Koopman, Amsterdam Baroque Orchestra & Choir, Ruth Ziesak, Elisabeth von Magnus, Paul Agnew, Klaus Mertens. (Challenge Classics), 2001.
- J.S. Bach: Cantatas Vol. 13. Masaaki Suzuki, Bach Collegium Japan, Yoshie Hida, Kirsten Sollek-Avella, Makoto Sakurada, Peter Kooij. (BIS), 2000.